# Homophysodes
Homophysodes is een geslacht van vlinders van de familie van de grasmotten (Crambidae), uit de onderfamilie van de Glaphyriinae. De wetenschappelijke naam en de beschrijving van dit geslacht werden voor het eerst in 1914 gepubliceerd door Harrison Gray Dyar Jr.. 
Dit geslacht is monotypisch, dat wil zeggen dat het maar één soort heeft namelijk Homophysodes morbidalis Dyar, 1914, die ook de typesoort is.